# Eeldert Christiaan van Daalen
Eeldert Christiaan van Daalen (Amsterdam, 31 mei 1822 - Den Haag, 6 maart 1879) was een Nederlandse kolonel. Hij fungeerde als opperbevelhebber van de eerste expeditie naar Atjeh, na het sneuvelen van generaal Köhler.

## Expeditie naar de westerafdeling van Borneo
Van Daalen nam als kapitein  deel aan de expeditie naar de westerafdeling van Borneo in de jaren 1850-1854. De Chinezen, die op Borneo een grote bevolkingsgroep vormden, hadden zich verenigd in kongsi's, die rijkjes op zichzelf vormden en het Nederlandse gezag niet erkenden. De expeditie moest daaraan een eind maken. Van Daalen voerde het bevel over een compagnie die bij Singkawang gelegerd was en werd als dank voor zijn diensten benoemd tot ridder in de Militaire Willems-Orde vierde klasse.

## De mislukte eerste expeditie naar Atjeh
Als kolonel nam Van Daalen deel aan de eerste expeditie naar Atjeh. Na het sneuvelen van generaal Köhler op 14 april 1873 moest hij als oudste officier het opperbevel overnemen. Op dat moment stond al vast dat de expeditie een mislukking zou worden. De Atjehers bleken beter bewapend te zijn en een beter moreel te hebben dan de Nederlanders hadden verwacht. De Nederlandse troepen werden bij hun opmars voortdurend bestookt, ook ‘s nachts. Het terrein was onoverzichtelijk en de Nederlanders bleken niet over een krijgsplan te beschikken. Bij eerdere expedities wisten de Nederlandse troepen doorgaans zonder veel tegenstand op te rukken naar de hoofdstad. Hadden ze die eenmaal in handen, dan onderwierp de bevolking zich. Nu was er wél veel tegenstand en verspilden de troepen veel tijd aan de verovering van de mesigit (moskee) bij de hoofdstad. Daarbij sneuvelde Köhler.
Onder Van Daalen bereikte een deel van de troepen op 16 april eindelijk de hoofdstad, de Kraton van de sultan van Atjeh. Onder leiding van majoor Cavaljé werd de kraton bestormd, maar de tegenstand bleek te heftig. In een half uur tijds vielen meer dan 100 doden en gewonden. Een paar uur na terugkeer in het bivak kreeg men het bericht dat de verbindingsweg naar het strand door de Atjehers geblokkeerd werd. Van Daalen riep nu de chefs van alle deelnemende korpsen bijeen om hun oordeel over de toestand te horen. Het algemene oordeel was dat het raadzaam was om de troepen terug te trekken naar het strand. Eenmaal terug op het strand meldde Van Daalen aan gouvernementscommissaris Nieuwenhuijzen, die zich op een schip voor de kust bevond, dat het expeditiekorps te zwak was om de operaties met vrucht te kunnen voortzetten. Wat ontbrak waren artillerie en pontons; aan veel ander materieel was gebrek. Ook de commandant van de zeemacht die de troepen aan wal had gezet, Koopman, raadde aan terug te keren in verband met de naderende inval van het regenseizoen, waardoor een duurzaam contact van de troepen met de rede zou worden bemoeilijkt. Na de terugkeer van het expeditieleger op Java maakte Conrad Busken Huet de militaire leiding ervan uit voor ‘moessonkolonels’.
Op 23 april 1873 kreeg Nieuwenhuijzen van gouverneur-generaal Loudon, met wie hij telegrafisch contact onderhield, toestemming om de troepen te laten terugkeren naar Java. Van het expeditieleger van 3000 man waren 4 officieren en 52 manschappen gesneuveld en 27 officieren en 411 manschappen gewond geraakt.

## De enquête over de eerste expeditie
Gouverneur-generaal Loudon trachtte de schuld van het mislukken van de expeditie af te schuiven op kolonel Van Daalen en gouvernementscommissaris Nieuwenhuijzen. Eerst liet hij alle hoofdofficieren die bij de expeditie betrokken waren geweest ondervragen. Alleen bevelhebber Van Daalen zelf werd niet gehoord. Vervolgens liet Loudon een commissie een rapport van 1500 pagina’s opstellen waarin de schuldvraag werd onderzocht. Nieuwenhuijzen weigerde mee te werken. Terwijl het onderzoek nog liep, werd Van Daalen, die inmiddels de functie van commandant van de eerste militaire afdeling op Java had gekregen, gepasseerd voor promotie tot generaal-majoor. Daarop vroeg hij om eervol ontslag uit de dienst met toekenning van pensioen. Het verzoek werd ingewilligd. Van Daalen, die zich door de gang van zaken zeer gekrenkt voelde, vertrok in juni 1874 naar Nederland en vestigde zich in Den Haag, waar hij in 1879 overleed.
Het rapport was overigens pas klaar op 30 juni 1874; Nieuwenhuijzen en Van Daalen waren toen al naar Nederland vertrokken. Het werd pas in 1881 openbaar gemaakt.

## Familie
Van Daalen was gehuwd met Maria Carolina Colbier (overleden in 1892).
Een neef van Van Daalen, kapitein Gotfried Coenraad Ernst van Daalen weigerde in mei 1874 Loudon de hand te schudden. Loudon zorgde ervoor dat Van Daalen ontslagen werd (zij het nog wel eervol) en de hem al toegezegde Militaire Willems-Orde misliep. Een zoon van Gotfried Coenraad Ernst, ook Gotfried Coenraad Ernst van Daalen geheten, vocht als generaal in een latere Atjehexpeditie en was tussen 1905 en 1908 gouverneur van Atjeh.
Een andere neef, Hermanus Bernardus van Daalen, was hoofdredacteur van de Java-bode en een van de felste tegenstanders van gouverneur-generaal Loudon. Al in de eerste dagen van mei 1873 vroeg hij zich in zijn krant af of het falen van de eerste Altjehexpeditie niet vooral aan Loudon te wijten was geweest.

## Onderscheidingen
- Ridder der 4e klasse in de Militaire Willems-Orde[8]
- Ridder in de Orde van de Nederlandse Leeuw[8]
- Ereteken voor Belangrijke Krijgsbedrijven met baton: "Borneo 1850-54" [8]
- Onderscheidingsteken voor Langdurige Dienst als officier "XXX"[8]